# Crella pertusa
Crella pertusa är en svampdjursart som först beskrevs av Topsent 1892.  Crella pertusa ingår i släktet Crella och familjen Crellidae. Inga underarter finns listade i Catalogue of Life.